# Museo Michelangelo Antonioni
Il Museo Michelangelo Antonioni è stato un museo cinematografico dedicato al regista ferrarese Michelangelo Antonioni.

## Storia
Aperto nel 1995 a Ferrara, in occasione dell'Oscar alla carriera che venne attribuito al regista oltre a festeggiare il primo centenario della nascita del cinema.
Il museo avrebbe dovuto contenere alcuni documenti e materiali preziosi appartenuti al regista ma a causa degli scontenti manifestati da parte del pubblico, sia per i contenuti espositivi del museo (che raccoglieva principalmente disegni, schizzi e libri e poco materiale cinematografico) e sia per le condizioni precarie dell'edificio adibito all'esposizione, il Comune di Ferrara decise di chiudere definitivamente il museo nel 2006.
Dopo la morte del regista, nel 2007, sono nate varie polemiche, principalmente sui giornali, fra il sindaco di allora Gaetano Sateriale e diversi giornalisti e critici cinematografici, riguardanti il futuro del museo stesso. Per questo, a causa delle condizioni in cui versava al momento della chiusura, si prospettò il riallestimento in altra sede, nel complesso di Palazzo Massari.
Il 1º giugno 2024 è stato aperto, nell'ex Padiglione d'arte contemporanea situato sul retro di Palazzo Massari, lo Spazio Antonioni, nel quale è esposta parte delle raccolte appartenenti al museo chiuso nel 2006.